# Synagoga Jakuba Glanzera we Lwowie

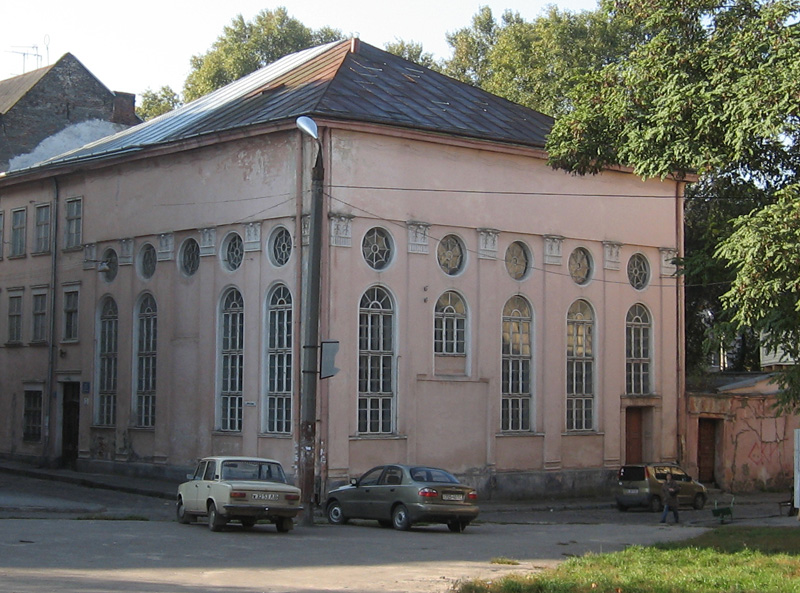
Synagoga Jakuba Glanzera

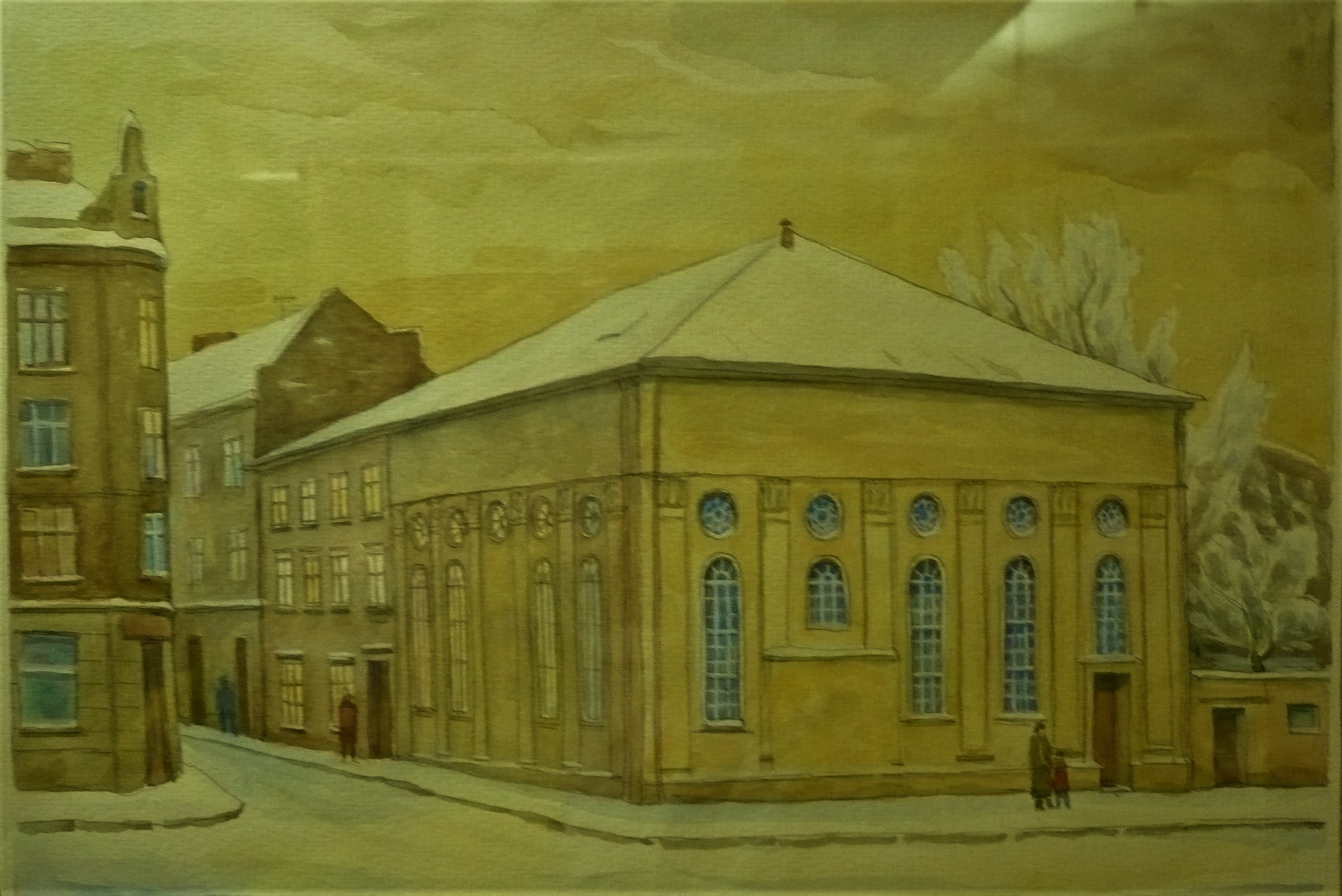
Obraz Synagoga Jakuba Glanzera w Muzeum Religii w klasztorze dominikanów we Lwowie

Synagoga Jakuba Glanzera we Lwowie – synagoga znajdująca się we Lwowie na rogu dawnej ulicy Węglanej i placu św. Teodora. Synagoga ta, jako jedyna spośród dziesięciu innych na przedmieściu Krakowskim, zachowała się do dziś.
Synagoga została zbudowana w latach 1842–1844 dzięki funduszom zamożnego kupca Jakuba Glanzera i to od jego imienia wzięła się nazwa synagogi. Uczęszczali do niej tzw. chasydzi nowatorscy. W 1844 roku synagoga była drugą po Wielkiej Synagodze Miejskiej, która posiadała dwie kondygnacje krużganków. Obok niej stała zbudowana w 1840 roku jesziwa Talmud-Tora oraz mykwa. Podczas II wojny światowej, po wkroczeniu wojsk niemieckich do Lwowa w 1941 roku, synagoga została zdewastowana i zamieniona na magazyn amunicji oraz stajnię dla koni.
Po zakończeniu wojny budynek synagogi został przeznaczony na salę gimnastyczną. W 1989 roku synagoga została zwrócona lwowskiej społeczności żydowskiej. Od tego czasu funkcjonuje w niej żydowskie centrum kulturalne im. Szolema Alejchema.